# Eupithecia barteli
Eupithecia barteli là một loài bướm đêm trong họ Geometridae.